# Svinica (Chorwacja)
Svinica – wieś w Chorwacji, w żupanii sisacko-moslawińskiej, w gminie Majur. W 2011 roku liczyła 114 mieszkańców.